# Campeón de Campeones 2016-17
La copa Campeón de Campeones 2016-17 fue la edición XLV del Campeón de Campeones. Esta edición fue disputada por los campeones de la Liga Bancomer MX correspondientes al Apertura 2016: Tigres y Clausura 2017: Guadalajara.

## Sistema de competición
Disputarán la copa Campeón de Campeones 2016-17 los campeones de los torneos Apertura 2016 y Clausura 2017.
El Club vencedor del Campeón de Campeones será aquel que en el partido anote el mayor número de goles. Si al término del tiempo reglamentario el partido está empatado, se procederá a lanzar tiros penales, hasta que resulte un vencedor.

## Información de los equipos
| Equipo      | Entrenador       | Estadio       | Ciudad                               | Patrocinador | Kit    |
| ----------- | ---------------- | ------------- | ------------------------------------ | ------------ | ------ |
| Tigres      | Ricardo Ferretti | Universitario | San Nicolás de los Garza, Nuevo León | Cemex        | Adidas |
| Guadalajara | Matias Almeyda   | Chivas        | Zapopan, Jalisco                     | Tecate       | Puma   |

## Partido

### Tigres-Guadalajara
| 16 de julio de 2017, 19:45 (UTC-7)         | Tigres     | 1:0 (0:0) | Guadalajara | Stubhub Center, Los Ángeles                                   |                                                               |
|                                            | Vargas 62' | Reporte   |             | Asistencia: 25 667 espectadores Árbitro(s): Oscar Macías Romo | Asistencia: 25 667 espectadores Árbitro(s): Oscar Macías Romo |
| Tigres Campeón de Campeones 2016-17 (1:0). |            |           |             |                                                               |                                                               |

#### Ficha
| Campeón de Campeones 2016-17 |
| ---------------------------- |
|                              |
| Tigres                       |
| 2° Título                    |